# Beaumont-en-Beine
Beaumont-en-Beine – miejscowość i gmina we Francji, w regionie Hauts-de-France, w departamencie Aisne.
Według danych na styczeń 2014 roku gminę zamieszkiwało 166 osób, a gęstość zaludnienia wynosiła 31,3 osób/km².